# Maya Mihindou
Maya Mihindou est une illustratrice franco-gabonaise, photographe et journaliste née en 1984, à Libreville.

## Biographie
Maya Mihindou naît le 1er décembre 1984, à Libreville, au Gabon. Sa mère est gabonaise, son père d’adoption est camerounais et sa grand-mère est normande. Elle grandit entre le Gabon et le Cameroun, avant de rejoindre la France. 
Elle entame une licence en ethno-sociologie puis se consacre au dessin. En mars 2011, son blog est repéré par la directrice éditoriale des Éditions Soleil, Barbara Canepa, qui s’occupe de la collection « Venusdea ». Cette collaboration permet à Maya Mihindou de publier un premier roman graphique destiné à la jeunesse, intitulé Sabine, qui évoque ses racines africaines. En 2014, elle cofonde la revue socialiste et féministe Ballast et réalise des reportages, des illustrations et des articles dans la presse indépendante, notamment pour les revues  Panthère, Première et The Funambulist. En 2017, elle crée le graphisme et la maquette du premier album de la chanteuse française Camille Hardouin, Mille bouches.
Elle gère Vertébrale, une micro-structure éditoriale où s’impriment régulièrement des ouvrages et des revues,. 

## Expositions
En janvier 2015, elle met en scène, en collaboration avec l'auteur de bande dessinée Jul' Maroh, l'exposition Procession, au CAPC de Bordeaux, déployée sur plus de 1 000 m2. Cinq moments en ponctuent le parcours : état des lieux, soumission, exil, confrontation, métissage.
C'est avec la réalisation d'une grande fresque peinte sur Sarah Maldoror, et un texte proposé comme la biographie de la cinéaste, que Maya Mihindou participe à l'exposition rétrospective intitulée Sarah Maldoror : Cinéma tricontinental, présentée au Palais de Tokyo, à Paris, entre le 26 novembre 2021 et le 20 mars 2022.

## Engagement
En 2018, elle contribue à l'ouvrage intitulé Osons la fraternité, dans lequel une trentaine d'écrivains, d'artistes et d'intellectuels, tels que Christiane Taubira, Léonora Miano, Lydia Salvayre, Achille Mbembe, Pascal Blanchard et J. M. G Le Clézio, prennent la plume pour soutenir l’accueil des migrants et dont la totalité des droits d'auteur sont reversés à l'association d'aide aux migrants Gisti.

## Publications
- 2011 : Maya Mihindou, Sabine, Soleil, coll. « Venusdea », 23 mars 2011, 160 p. (ISBN 978-2302012677)
- 2016 : Collectif (ill. Maya Mihindou), Cortèges, vol. 1 : Poésie / Viande, Vertebrale, 2016, 100 p.
- 2017 : Maya Mihindou, Les Géantes, Vertebrale, 2017, 50 p.
- 2018 : Thélémaque Jackson (ill. Maya Mihindou), Le Seigneur des mouches, La Tête ailleurs, 14 décembre 2018, 28 p. (ISBN 978-2901942009)
- 2018 : Thélémaque Jackson (ill. Maya Mihindou), Neg Fey, La Tête ailleurs, 14 décembre 2018, 29 p. (ISBN 978-2901942016)
- 2018 : Patricia Grange (ill. Maya Mihindou), Ventre, sons creux, Vertebrale, 2018, 65 p.